# Iuhîmivți, Volociîsk
Iuhîmivți (în ucraineană Юхимівці) este un sat în așezarea urbană Narkevîci din raionul Volociîsk, regiunea Hmelnîțkîi, Ucraina.

## Demografie
Componența lingvistică a localității Iuhîmivți
     Ucraineană (97,13%)
     Rusă (2,11%)
     Alte limbi (0,1%)
Conform recensământului din 2001, majoritatea populației localității Iuhîmivți era vorbitoare de ucraineană (97,13%), existând în minoritate și vorbitori de rusă (2,11%).